# Ovacık (Karabük)
Ovacık ist eine türkische Stadt und Verwaltungssitz des gleichnamigen Landkreises (tr: İlçe) der Provinz Karabük. Die Stadt liegt etwa 30 Kilometer Luftlinie südöstlich der Provinzhauptstadt Karabük (48 Straßenkilometer). Sie ist die kleinste Stadt der Provinz und beherbergt 14,6 Prozent der Landkreisbevölkerung. Zusammen mit der Kreisbildung erhielt der Ort 1959 den Status einer Belediye (Stadtgemeinde).

## Landkreis
Der Landkreis liegt im Osten der Provinz und grenzt extern an die Provinzen Kastamonu im Osten und Çankırı im Süden. Er wurde 1959 mit dem Gesetz Nr. 7033 aus dem Kreis Çerkeş (Provinz Çankırı) abgetrennt. Die erste Volkszählung nach der Eigenständigkeit (1960) wies eine Einwohnerschaft von 10.677 in 42 Dörfern auf, sowie 486 Einwohner in der Kreisstadt, zusammen also 11.163 Einwohner. 1995 wechselt der Kreis zusammen mit dem Nachbarkreis Eskipazar in die neugegründete Provinz Karabük.
2020 besteht der Kreis neben der Kreisstadt aus 42 Dörfern mit durchschnittlich 80 Einwohnern. Das größte Dorf hat 209 Einwohner (Kışla), das kleinste (auch das kleinste der ganzen Provinz) hat 14 Einwohner. 15 Dörfer haben mehr als der Durchschnitt Einwohner, elf weniger als 50 Einwohner.
Der kleinste Landkreis der Provinz hat die geringste Bevölkerung und auch die niedrigste Bevölkerungsdichte.

## Bevölkerung

### Ergebnisse der Bevölkerungsfortschreibung
Nachfolgende Tabelle zeigt den vergleichenden Bevölkerungsstand am Jahresende für die Provinz Karabük, den Landkreis und die Stadt Ovacık sowie deren jeweiligen Anteil an der übergeordneten Verwaltungsebene. Die Zahlen basieren auf dem 2007 eingeführten adressbasierten Einwohnerregister (ADNKS). Die beiden letzten Wertzeilen entstammen Volkszählungsergebnissen.

| Jahr | Provinz | Landkreis | Landkreis | Stadt | Stadt |
| Jahr | abs.    | %         | abs.      | %     | abs.  |
| ---- | ------- | --------- | --------- | ----- | ----- |
| 2020 | 243.614 | 1,60      | 3.905     | 14,57 | 569   |
| 2019 | 248.458 | 1,72      | 4.274     | 12,70 | 543   |
| 2018 | 248.014 | 2,05      | 5.085     | 12,92 | 657   |
| 2017 | 244.453 | 1,26      | 3.080     | 18,64 | 574   |
| 2016 | 242.347 | 1,26      | 3.042     | 19,13 | 582   |
| 2015 | 236.978 | 1,31      | 3.107     | 20,28 | 630   |
| 2014 | 231.333 | 1,37      | 3.168     | 19,60 | 621   |
| 2013 | 230.251 | 1,50      | 3.446     | 19,53 | 673   |
| 2012 | 225.145 | 1,42      | 3.193     | 21,01 | 671   |
| 2011 | 219.728 | 1,49      | 3.270     | 22,35 | 731   |
| 2010 | 227.610 | 1,46      | 3.321     | 22,73 | 755   |
| 2009 | 218.564 | 1,60      | 3.498     | 22,38 | 783   |
| 2008 | 216.248 | 1,77      | 3.821     | 20,49 | 783   |
| 2007 | 218.463 | 1,56      | 3.407     | 24,04 | 819   |
| 2000 | 225.102 | 2,42      | 5.455     | 31,68 | 1.728 |
| 1997 | 227.478 | 2,10      | 4.772     | 22,82 | 1.089 |